# Carlos Rosa
Carlos Rosa Mayi (nacido el 21 de septiembre de 1984 en San Francisco de Macorís) es un lanzador dominicano que jugó en las Grandes Ligas de Béisbol alrededor de tres temporada de 2008 a 2010.
Rosa comenzó la temporada de 2008 en Doble-A con Northwest Arkansas Naturals, donde lideró la Texas League en efectividad y en WHIP. Fue promovido a Triple-A con Omaha Royals en mayo. Hizo su debut en Grandes Ligas contra los Diamondbacks de Arizona el 14 de junio de 2008. También consiguió su primer ponche en ese día.
Rosa fue cambiado a los Diamondbacks de Arizona el 1 de mayo de 2010 por el campocorto de liga menor Rey Navarro.
En abril de 2011, Rosa firmó un contrato por un año con Chiba Lotte Marines en la Liga Japonesa.